# Kurtscheid
 Kurtscheid là một xã ở huyện Neuwied, in northern Rheinland-Pfalz, nước Đức. Xã Kurtscheid có diện tích 5,1 km². Xã này nằm khu bảo tồn thiên nhiên Rhein-Westerwald. Kurtscheid.